# رومان فيشر
رومان فيشر (بالتشيكية: Roman Fischer)‏ (24 مارس 1983 بأوسترافا في التشيك - ) هو لاعب كرة قدم تشيكي في مركز الوسط. شارك مع منتخب التشيك تحت 17 سنة لكرة القدم ومنتخب التشيك تحت 19 سنة لكرة القدم ومنتخب جمهورية التشيك تحت 20 سنة لكرة القدم. أما مع النوادي، فقد لعب مع بانيك أوسترافا وزبرويوفكا برنو ونادي سينيتسا ونادي هراتس كرالوفه وTJ Tatran Jakubčovice ‏ وMFK Karviná ‏ وFotbal Kunovice ‏ ونادي سلوفاكو.

## وصلات خارجية
- رومان فيشر على موقع الاتحاد التشيكي (الإنجليزية)
- رومان فيشر على موقع قاعدة بيانات كرة القدم.إي يو (الإنجليزية)
- رومان فيشر على موقع Soccerway.com (الإنجليزية)
- رومان فيشر على موقع عالم كرة القدم.نت (الإنجليزية)